# Scherzfrage
Eine Scherzfrage ist eine Form des Rätsels, die auf Witzigkeit angelegt ist. Sie ist eine Frage, deren (selbst gegebene) Antwort witzig oder geistreich gemeint ist und den Befragten amüsieren, verblüffen oder veräppeln soll.
Viele Scherzfragen fragen nach „dem Unterschied“ zwischen zwei Dingen. Der Gefragte muss, sofern er die Scherzfrage noch nicht kennt, normalerweise zugeben, dass er die Antwort nicht weiß. Darauf gibt derjenige, der die Frage gestellt hat, selbst die Antwort. Die Pointe der Antwort beruht oft auf einem Wortspiel oder einer zu wörtlichen Deutung der Frage, manchmal auch auf dem Umstand, dass das Gegenüber offenbar die Antwort nicht wusste. Andere Scherzfragen, auf die es keine eindeutige Antwort gibt, führen den Befragten durch die Formulierung auf eine falsche Fährte, um ihn zu verwirren. Für die erwünschte Antwort muss man also „um die Ecke denken“.

## Beispiele
- Was ist der Unterschied zwischen einem Beinbruch und einem Einbruch?
Antwort: Nach einem Beinbruch muss man drei Monate liegen, nach einem Einbruch drei Monate sitzen.
- Wer hat 21 Augen und kann doch nicht sehen?
Antwort: Der Würfel.
- Wie viele Erbsen gehen in einen Topf?
Antwort: Keine einzige, weil Erbsen nicht gehen können.
- Kennst du den Unterschied zwischen Sex und Lego-Spielen?
Antwort: Falls die Antwort verneinend ausfällt, lautet die Antwort: Dann spiel weiter Lego.
- Was ist der Unterschied zwischen einem Pferd und einem Blitz?
Antwort: Der Blitz schlägt ein, das Pferd schlägt aus!
- Was ist flüssiger als Wasser?
Antwort: Hausaufgaben, die sind überflüssig.
- Warum haben Eisenbahnschaffner silberne Jackenknöpfe und Straßenbahnschaffner goldene Knöpfe?
Antwort: Damit sie sich ihre Jacke zuknöpfen können.

## Trickfragen
Ein verwandtes Gebiet sind Trickfragen. Hierbei ist die Frage, oft zusammen mit einer ihr vorausgehenden Aufgabe, so angelegt, dass der Befragte manipuliert wird, eine falsche Antwort zu geben.
Zum Beispiel lässt man eine Person zehnmal schnell hintereinander das Wort „Blut“ sagen, dann stellt man die Frage: „Bei was gehst du über die Straße?“. Die meisten Menschen antworten darauf: „Bei Rot!“.
Ein weiteres Beispiel wäre, dass man eine Person zehnmal „weiß“ sagen lässt und anschließend fragt „Was trinkt die Kuh?“ Die meisten antworten dann mit „Milch“.
Eine Steigerung bedeutet es, wenn die Trickfrage scheinbar so offensichtlich ist, dass das Vermeiden selbst den Trick darstellt, z. B.: „Gibt es die Zahl drei?“ – „ja“ – „Gibt es die Zahl 33?“ […] „Gibt es die Zahl 334?“ – „Gibt es die Zahl 34.323?“ […] „Gibt es die Zahl 323.233.334.333?“ – „Gibt es einen größeren Idioten als dich?“ Die meisten Menschen antworten mit „Nein“ (da man die ganze Zeit auf eine falsche Zahl wartet, auf die man nicht hereinfallen möchte, und mit nein antworten muss).
Bei Trickfragen gibt es „Insiderwitze“. Beispielsweise werden bibelfeste Christen gefragt: „Was steht in der Bibel in 1. Pharisäer 4, Vers 5?“ – Da es in der Bibel andere Bücher gibt, die nach Personengruppen benannt sind (z. B. 1./2. Thessalonicher) und weil eine einzelne Bibelstelle abgefragt wird, wird die Aufmerksamkeit auf den Inhalt des vermeintlichen Verses gelenkt. Wenn der Befragte zugibt, dass er diese Stelle nicht kennt, folgt die Auflösung: „Dieses Buch gibt es nicht in der Bibel.“

## Antiwitze
Scherzfragen können auch als Kombination mit Antiwitzen existieren. Die äußere Form des Witzes ist dabei die einer Scherzfrage, der Inhalt gleicht aber einem Antiwitz.
Beispiele:
- Ein Schiff fährt von A nach B. Wie alt ist der Kapitän?
- 12 Elefanten fahr’n auf ’nem Boot. Das Boot geht unter. Warum? Weil die Klingel links ist!